# 飞书
- 關於名为Lark的美国医疗器械生产商，請見「Lark科技」。
- 關於名为Lark的香港特别行政区食品企业，請見「立基集團」。

飞书是一个由字节跳动开发的企业协作与管理平台，支持Windows、macOS、iOS、Android、Linux、鸿蒙等操作系统及网页端。飞书主打一站式无缝办公协作，近期則專攻人工智能加速，支持即时通讯、云文档、云盘、邮箱、日历、视频会议、OKR等功能。

## 发展历史
2016年底，字节跳动决定启动自研办公套件产品，并从沟通和创作工具开始。
2017年底，字节跳动开始在公司内部全面使用飞书。2018年，飞书开始在中国国内内测推广。
2020年2月24日，因2019冠状病毒病疫情，飞书宣布向中国所有企业和组织免费开放。
2020年11月18日，飞书在北京举办“2020飞书未来无限大会”，推出全新版本“π”，发布独立App“飞书文档”，并宣布在视频会议、即时沟通等功能上进行了更新。
2021年5月19日，飞书在北京举办“2021春季飞书未来无限大会”，发布飞书4.0版本，围绕“人、目标、信息”的组织三要素，推出飞书知识库、飞书绩效、飞书招聘等多款新产品。
2021年11月2日，字节跳动CEO梁汝波发内部信，宣布对公司组织架构进行调整，成立六个业务板块。飞书、EE、EA合并成飞书业务板块。
2021年11月17日，飞书在上海举办“2021秋季飞书未来无限大会”，发布飞书5.0版本，以及飞书人事、飞书合同、飞书审批等新产品，并发布了OKR学习平台“OKR.com”。同时，飞书品牌logo、视觉体验也进行了全面升级。
2025年1月19日，Lark因美国《保护美国人免受外国对手控制的应用程序侵害法案》，从美国区App Store下架。

## 主要功能

### 即时信息
飞书的即时信息模块主打极致降噪的团队沟通，提供的特色功能包括：
- 话题群。话题群是飞书里的一种群组模式，在话题群发帖，可以实现聚焦讨论同一话题。话题支持订阅，实现高效获取信息，减少其他噪音。
- 消息回复。支持针对单条消息进行回复，回复后，相关讨论会自动“串”在一起，方便快速查看上下文。
- 快捷表情回复。支持用快捷表情回复消息，展现形式简洁清晰，回复的表情也不会对群里其他成员产生消息提醒。
- 历史消息自动同步。新成员加入群组后可查看历史消息，帮助新成员快速融入团队和项目。
- 已读未读与加急。发出去的消息会显示已读未读状态，紧急情况下，可以使用加急功能，通过弹窗、短信或电话的方式提醒对方。
- 智能机器人。机器人是飞书的高级扩展功能，支持自定义机器人，支持在飞书里和机器人对话，让机器人帮忙完成发送提醒等任务。[11]

### 云文档
飞书支持可多人实时编辑的在线文档，并提供了文档、表格、多维表格、思维笔记4种文档类型。同时，飞书云文档提供了云盘功能，支持上传本地文件。提供的特色功能包括：
- 多人实时协同编辑。支持多人、多设备同时编辑一篇在线文档，内容自动保存在云端，无需来回发送文件或手动保存，所有人看到的都是最新版。
- 团队沟通互动。支持在文档里@同事、发表评论，对方会在飞书上收到消息提醒。[12]
- 支持插入丰富的内容。文档中支持插入图片、表格、文件、视频、任务列表、投票、代码块、流程图等丰富的内容。
- Markdown。文档支持主流 Markdown 功能，例如输入#空格，即可快速输入一级标题。[12]
- 多维表格。多维表格是一款以表格为基础的效率应用，它具备表格的轻盈和业务系统的强大。相较于普通表格，多维表格有规范化、多视图的特点，能帮助用户从多个维度管理项目。[13]
- 思维笔记。思维笔记支持大纲笔记、思维导图2种视图，支持以结构化的方式进行思考和记录。[14]

### 日历
飞书支持智能可共享的团队协同日历，并与即时沟通、在线文档深度整合。提供的特色功能包括：
- 订阅日历。支持订阅同事日历，直观地查看对方的忙闲状态，无需反复沟通协调日程。
- 会议邀约。通过日历组织会议，可以快速向同事发出会议邀约，参与者会在飞书里收到消息提醒，日程也会自动同步到参与者的日历中。
- 找空闲会议室。通过日历的会议室视图，可以同时查看多个会议室的预约安排，快速找到合适的会议室。[15]

### 视频会议
飞书支持流畅可协同的视频会议，并与即时沟通、日历深度整合。提供的特色功能包括：
- 1000方接入。单个视频会议最多支持1000方稳定接入，支持通过电脑、手机、网页端或电话参会。
- 飞书妙记。会议开启云端录制后，飞书妙记功能支持智能转写音视频内容，快捷生成可搜索、可翻译、可定位的文本。用户也可以免费上传音频、视频来转文字。
- 直播。视频会议中，主持人可以一键发起直播，直播支持最多百万量级的观众同时在线。
- 飞书妙享。除了共享屏幕之外，支持通过飞书妙享功能直接共享文档、表格、PPT等多种类型的文件，参会人可按照自己的节奏自由浏览共享文档。[16]

## 安全性
飞书针对软件全生命周期提供安全保障，包括人员安全、客户端安全、网络安全、服务器安全、应用安全、数据安全、物理基础设施安全，并提供7*24小时的安全应急响应。
飞书已通过中国及国际的多项合规性认证，包括公安部网络安全等级保护三级、ISO 27001、ISO 27018、ISO 27701、ISO 22301、ISO 9001、ISO 20000等认证，完成了SOC 1 Type II、SOC 2 Type II以及SOC 3服务鉴证报告。

## 相关纠纷
2020年2月29日，飞书发布公告称，飞书相关域名无故被微信全面封禁，飞书文档、飞书会议、飞书官网等链接在微信内无法打开。此外，飞书称在没收到任何通知的情况下，微信开放平台单方面封禁了飞书和飞书会议内第三方分享的API接口，导致用户分享自己的飞书名片等功能无法使用。微信官方并未就封禁一事作出正式回应，但有接近微信内部的人士向媒体透露，“飞书通过微信违规分享拉取关系链，已违反《微信外部链接内容管理规范》”。对此，字节跳动副总裁谢欣3月1日表示，飞书不存在微信登录的选项，飞书里的信息和文档也都不支持直接跳转分享到微信，不存在拉取微信关系链一说。谢欣称，多家媒体关于飞书被封禁的报道，在微信端都遭遇了删稿，飞书官方微信服务号也被做了限制，无法发出关于微信内不能正常访问飞书的相关说明。
2021年1月7日，字节跳动副总裁谢欣称，由于微信开放平台的不开放，“飞书文档”微信小程序已经在审核流程上被卡将近两个月。在这个过程中，腾讯没有给出任何回应和理由，只是说“此应用在安全审核中”，不做进一步处理。同时，飞书域名下的常用链接，截止2021年1月7日仍无法在微信端稳定访问，造成用户正常登陆、下载或使用飞书受影响。
2021年11月17日，字节跳动副总裁谢欣表示，微信对飞书的“封禁”目前还没有任何改变。